# Sieghard Pohl
Sieghard Pohl (* 11. September 1925 in Breslau; † 13. Juni 1994 in Berlin) war ein deutscher Maler, Grafiker und Publizist.

## Leben
Pohl besuchte in Breslau die Rudolf-Steiner-Schule und legte dort seine Abiturprüfung ab. Zwischen 1943 und 1945 war er Soldat der Wehrmacht. Nach Verwundung und Gefangenschaft studierte er von 1951 bis 1955 am Institut für Kunsterziehung der Karl-Marx-Universität Leipzig bei Elisabeth Voigt und Hans Schulze und war anschließend freischaffender Künstler und Kunsterzieher. Als Künstler machte er auf die Missstände in der DDR aufmerksam. Mehrmals wurden seine Bilder in Ausstellungen abgehängt und beschlagnahmt, Pohl selbst verhaftet. 1964 wurde er vom Bezirksgericht Leipzig wegen „staatsfeindlicher Bilder“ zu zwei Jahren Haft verurteilt und im Zuchthaus Waldheim inhaftiert. 1965 wurde er aus der Haft entlassen, von der Bundesrepublik freigekauft und nach West-Berlin abgeschoben. In West-Berlin war er bis 1987 als Kunsterzieher tätig. In seinen letzten Jahren arbeitete er als freiberuflicher Maler und Publizist.

## Werke
- Der Spucknapf des Volkes, 1959
- Moritatentafeln nach Brechgedichten, 1959/60
- Glotz nicht so romantisch oder der Strafgefangene, 1962
- In der Menschenveredlungsanstalt, 1962/63
- Erinnerung an einen Leipziger Wahlauftrieb, 1963
- Zeichnungen zu griechischen Mythen, 1963, im Zuchthaus Waldheim entstanden
- Aufzucht eines Siegesallee, 1972
- Blick in ein befreites Land, 1972
- Bildnis eines Putschistengenerals, 1973

## Schriften
- Extra muros. Kurzprosa, Grafik, Malerei, Objekte. Bublies Verlag, 1990, ISBN 978-3926584083
- Die ungehorsamen Maler der DDR: Anspruch u. Wirklichkeit der SED-Kulturpolitik 1965–1979. Oberbaum, Berlin 1979, ISBN 3-87628-164-4